# Тембладера
Тембладе́ра (лат. Discopyge tschudii) — вид скатов рода тембладер семейства Narcinidae отряда электрических скатов. Это хрящевые рыбы, ведущие донный образ жизни, с крупными, уплощёнными грудными плавниками в форме диска и с длинным хвостом. Они способны генерировать электрический ток. Обитают в умеренных водах юго-западной части Атлантического океана и юго-восточной части Тихого океана на глубине до 165 м. Максимальная зарегистрированная длина 53,8 см.

## Таксономия
Впервые вид был научно описан в 1846 году. Позднее он был назван в честь швейцарского натуралиста и исследователя Якоба фон Чуди (1818—1889), описавшего первую пойманную особь.

## Ареал
Существуют две независимые субпопуляции тембладер, одна из которых обитает в юго-западной части Атлантики у берегов Аргентины, Бразилии и Уругвая, а другая — в юго-восточной части Тихого океана в водах Чили и Перу. Эти скаты встречаются в умеренных широтах на глубине от 22 до 165 м, а по другим данным до 181 м. Они живут на континентальном шельфе при температуре 11,6—13,5 °C и солёности 32,3—33 ‰ и предпочитают песчаное дно.

## Описание
У этих скатов овальные и закруглённые грудные и брюшные диски и довольно длинный хвост с латеральными складками на хвостовом стебле. Имеются два спинных плавника. У основания грудных плавников сквозь кожу проглядывают электрические парные органы в форме почек. Отличительной чертой тембладер являются срощенные между собой под хвостом брюшные плавники, образующие единый диск. Максимальная зарегистрированная длина 53,8 см.

## Биология
Тембладеры являются донными рыбами, вероятно, ведущими стайный образ жизни. Они способны генерировать электрический ток средней силы. Анализ содержимого их желудков показал, что на 90 % оно состоит из кончиков сифонов двустворчатых моллюсков Amiantis purpurata. Размер остатков коррелировал с размером скатов, причём самцы откусывали кусочки сифонов большей длины по сравнению с самками.. В других источниках говорится, что основу рациона тембладер составляют бокоплавы. Тембладеры размножаются яйцеживорождением, эмбрионы вылупляются из яиц в утробе матери. В помёте от 1 до 5 новорожденных, чаще всего 4—5. Длина новорожденных 8,5—9,2 см. Самцы и самки достигают половой зрелости при длине 35—46 см и 27,5 см, соответственно.

## Взаимодействие с человеком
Эти скаты изредка попадаются в качестве прилова при промысле креветок методом траления. Они не представляют интереса для коммерческого рыболовства, пойманных рыб либо выбрасывают за борт, либо используют для производства рыбной муки. За период 1994—1990 в водах Уругвая их улов снизился на 88 %. Международный союз охраны природы присвоил атлантической популяции этого вида статус «Уязвимый», а тихоокеанской — «Вызывающий наименьшие опасения».